# 5e régiment d'automitrailleuses
Pour les articles homonymes, voir 5e régiment.
Ne doit pas être confondu avec 5e groupe d'automitrailleuses.
Le 5e régiment d'automitrailleuses (5e RAM) est une unité de l'armée française, active pendant l'année 1940 et qui a participé à la bataille de France pendant la Seconde Guerre mondiale.

## Historique

### Création
Le 5e régiment d'automitrailleuse est créé le 25 février 1940. Il forme, avec le 15e régiment de dragons portés, la 15e brigade légère mécanique de la 5e division légère de cavalerie (5e DLC).

### Organisation début mai 1940
Le régiment regroupe dix-sept AMD Panhard 178 (dont une non armée) et seize chars Hotchkiss H35 faisant office d'AMC. Les fantassins motocyclistes sont transportés en side-cars. 
- État-major : 1 AMC (H35) et 1 AMD (Panhard)[1] - lieutenant-colonel Le Pelletier de Woillemont[1]
- Escadron hors-rang : 2 AMD et 2 AMC[1]
- 1er groupe d'escadrons - commandant Rougier[2]
  - 1er escadron de découverte

commandant l'escadron : lieutenant du Tertre, chefs de pelotons : Zagrodski, Stein, Da, Delaunoy
- peloton de commandement : 1 AMD avec TSF, 2 voitures de liaison, 8 motos, 3 side-cars, 3 camionnettes, 4 camions
- 4 pelotons de découverte : 3 AMD, 2 voitures de liaison, 2 motos

- 2e escadron de motocyclistes

commandant l'escadron : capitaine de Canchy, chefs de pelotons : de Casteja, du Boutiez, Loue, Toussaint
- peloton de commandement : 2 voitures de liaison, 2 side-cars, 6 camions, 1 mortier de 60
- 4 pelotons motocyclistes : fantassins sur 13 side-cars

- 2e groupe d'escadrons - commandant Berges[2]
  - 3e escadron de combat

commandant l'escadron : lieutenant Picquart, chef de pelotons Loiseleur, Sabatié, Guignard, Brosse du Plan
- peloton de commandement : 1 AMC
- 4 pelotons de combat : 3 AMC

- 4e escadron de motocyclistes

commandant l'escadron : capitaine de Chabot, chefs de pelotons Koltz, Joubast, Roulet, Beaudoin
- peloton de commandement : 2 voitures de liaison, 2 side-cars, 6 camions, 1 mortier de 60
- 4 pelotons motocyclistes : fantassins sur 13 side-cars

### La Meuse
Le 10 mai 1940, les Allemands envahissent la Belgique. Conformément au plan français, la 5e DLC rejoint l'Ardenne pour y ralentir les Allemands et le 5e RAM jalonne son déploiement.

### La Somme
Le régiment et les restes de la division s'installent en défense sur la Somme, au nord de la Bresle, entre la côte et Saint-Maxent. Le régiment ne compte alors plus que cinq ou six blindés et ne soutient pas les assauts sur Abbeville tentés par la 1re division blindée britannique puis la 4e division cuirassée française.
La 5e DLC se replie ensuite vers Saint-Valery-en-Caux, où elle est capturée le 12 juin.

## Décorations
Il reçoit le 19 décembre 1940 la citation à l'ordre de l'armée suivante : 

« Régiment de création toute récente qui, sous le commandement de M. le lieutenant-colonel de Woillemont, s'est vite affirmé comme une troupe d'avant-garde. Du 10 au 12 mai 1940, en Belgique, en découverte jusqu'aux abords d'HoufIalize et de Bastogne, puis vers Neufchâteau, a mené une vaillante lutte contre une division blindée. Du 14 au 16 mai, au Sud de la Meuse, puis à partir du 25 mai sur la Basse-Somme et dans la légion de Saint-Valéry-en-Caux, a fait preuve sans cesse d'allant, de qualités manœuvrières et de bravoure. »

## Insigne
L'insigne représente une salamandre noire et jaune sur un écu d'argent. La salamandre sort des flammes et passe entre deux chevrons violets, ces derniers rappelant les chevrons des pattes de col des régiments d'automitrailleuses. À côté des chevrons, le chiffre 5 est indiqué en noir. En chef de l'écu, la devise du régiment est inscrite : « je me ris du feu ».

## Personnalités ayant servi au sein de l'unité
- François Beaudoin, alors député de la Moselle et lieutenant